# Спиновая ловушка

5,5-Диметилпирролин-N-оксид (DMPO).

N-трет-Бутил-α-фенилнитрон (PBN).

Спиновая ловушка — аналитический метод, применяемый для детекции и идентификации короткоживущих свободных радикалов, и соединения, используемые для этого метода. Метод спиновых ловушек заключается в добавлении свободных радикалов, образующихся в процессе какой-либо реакции, к особым акцепторам («спиновым ловушкам»). Основан на свойствах этих соединений связывать свободные радикалы с образованием более стабильных радикалов, которые можно определять по спектрам электронного парамагнитного резонанса (ЭПР).

## История
Впервые использование спиновых ловушек для определения свободных радикалов было предложено в 1965 году E. G. Janzen. 

## Виды спиновых ловушек
Спиновыми ловушками могут быть третичные и ароматические нитрозосоединения и нитроны (не путать с полимерным волокном нитроном). При их реакции со свободными радикалами R• образуются нитроксильные радикалы или аминильные радикалы. В настоящее время наиболее распространёнными спиновыми ловушками являются нитроны, в частности N-трет-бутил-нитрон (PBN) и 5,5-диметилпирролин-N-оксид (DMPO). Другой нитрон 5-диизопропоксифосфорил-5-метил-1-пирролин-N-оксид (DIPPMPO) используется для измерения образования супероксида в митохондриях. 
Продукт реакции 5,5-диметилпирролин-N-оксида со свободным радикалом является настолько стабильным, что позволяет его детектировать не только с помощью ЭПР, но и ЯМР и с помощью специфичеcких антител к DMPO. Последний метод определения свободных радикалов с помощью анти-DMPO антител нашёл широкое применение, так как не требует такого сложного оборудования как ЭПР-спектрометр и позволяет изолировать продукты реакции иммунохимическими методами.